# Attacus vitrea
Attacus vitrea är en fjärilsart som beskrevs av Perry 1811. Attacus vitrea ingår i släktet Attacus och familjen påfågelsspinnare. Inga underarter finns listade i Catalogue of Life.